# 四碘化铂
四碘化铂是一种无机化合物，化学式为PtI4。

## 制备
四碘化铂可由碘化钾与热而浓的H2PtCl6溶液反应得到，反应方程式为：
{\displaystyle {\mathsf {H_{2}[PtCl_{6}]+4KI\ {\xrightarrow {80^{o}C}}\ PtI_{4}+2KCl+4HCl}}}